# 大奧爾林齊
49°48′16″N 26°54′22″E / 49.80444°N 26.90611°E
大奧爾林齊（烏克蘭語：Великі Орлинці）是位於烏克蘭西部的村莊，由赫梅利尼茨基州裡赫梅利尼茨基區的安東尼尼市鎮負責管轄。該村面積2.25平方公里，海拔高度284米，2001年人口625，人口密度每平方公里277.7人。